# Campodea pempturochaeta
Campodea pempturochaeta är en urinsektsart som först beskrevs av Filippo Silvestri 1912.  Campodea pempturochaeta ingår i släktet Campodea och familjen Campodeidae. Inga underarter finns listade.